# Мартин Скелцо
Мартин Скелцо (енгл. Martín Scelzo; 5. фебруар 1976) бивши је аргентински рагбиста.Висок 190 цм, тежак 126 кг, играо је у каријери за Нортхемптон Сеинтс (23 утакмица), РК Нарбон (36 утакмица, 15 поена), Клермон (рагби јунион) (119 утакмица, 45 поена) и Ажен (рагби јунион) (13 утакмица). Са Клермоном је освојио челинџ куп 2007. и титулу првака Француске 2010. Помогао је Сеинтсима да освоје титулу првака Европе 2000. За репрезентацију Аргентине дебитовао је 1996. против САД. Играо је на 4 светска првенства (1999, 2003, 2007 и 2011). За репрезентацију Аргентине одиграо је укупно 59 тест мечева и постигао 50 поена. Са репрезентацијом Аргентине освојио је бронзу 2007. 